# I'll Kill You
I'll Kill You è il primo singolo della rock band giapponese X Japan, conosciuta allora semplicemente come X. Il disco è uscito nel 1985 per Dada Records. La seconda traccia del disco, Break The Darkness è contenuta nella raccolta Heavy Metal Force III, uscita nel novembre del 1985. In questo disco figurano tre dei vecchi componenti della band, il bassista Atsushi (Atsushi Tokuo), il chitarrista Terry (Yuji Izumisawa) e il chitarrista Tomoyuki (Tomoyuki Ogata).

## Tracce
1. I'll Kill You - 3:22 (Yoshiki - Yoshiki)
2. Break The Darkness - 4:13 (Yoshiki - Yoshiki)

## Formazione
- Toshi - voce
- Atsushi - basso
- Terry - chitarra
- Tomoyuki - chitarra
- Yoshiki - batteria & pianoforte